# تام آستن
تام آستن (انگلیسی: Tom Austen؛ زادهٔ ۱۵ سپتامبر ۱۹۸۷) هنرپیشه اهل انگلستان است. وی از سال ۲۰۱۰ میلادی تاکنون مشغول فعالیت بوده‌است. از فیلم‌ها یا برنامه‌های تلویزیونی که وی در آن نقش داشته‌است می‌توان به ژو، افسانه: مقبره اژدها اشاره کرد.